# Echipa națională de fotbal feminin a Germaniei
Echipa națională de fotbal feminin a Germaniei (în germană Deutsche Fußballnationalmannschaft der Frauen) reprezintă Germania în competițiile fotbalistice internaționale. Echipa este gestionată de Federația Germană de Fotbal.
Naționala de fotbal feminin a Germaniei este una dintre cele mai de succes echipe naționele din fotbalul feminin, fiind dublă campioană mondială (2003 și 2007). Germania este unica țară care a câștigat Campionatul Mondial de Fotbal atât la masculin, cât și la feminin. De asemenea, selecționata feminină a Germaniai a câștigat opt din cele unsprezece Campionate Europene desfășurate până în prezent, adjudecându-și ultimile șase tiluri consecutive. Germania a mai obținut trei medalii de bronz la turneul de fotbal feminin de la Jocurile Olimpice (2000, 2004 și 2008). Birgit Prinz deține recordul pentru cele mai multe apariții pentru națională și este și golgheter all-time al echipei, cu 214 meciuri jucate și 128 de goluri marcate.
Din 2018, seleceționer al echipei este Martina Voss-Tecklenburg. În prezent, Germania este pe poziția Nr. 1 în clasamentul mondial FIFA Women's World Rankings.

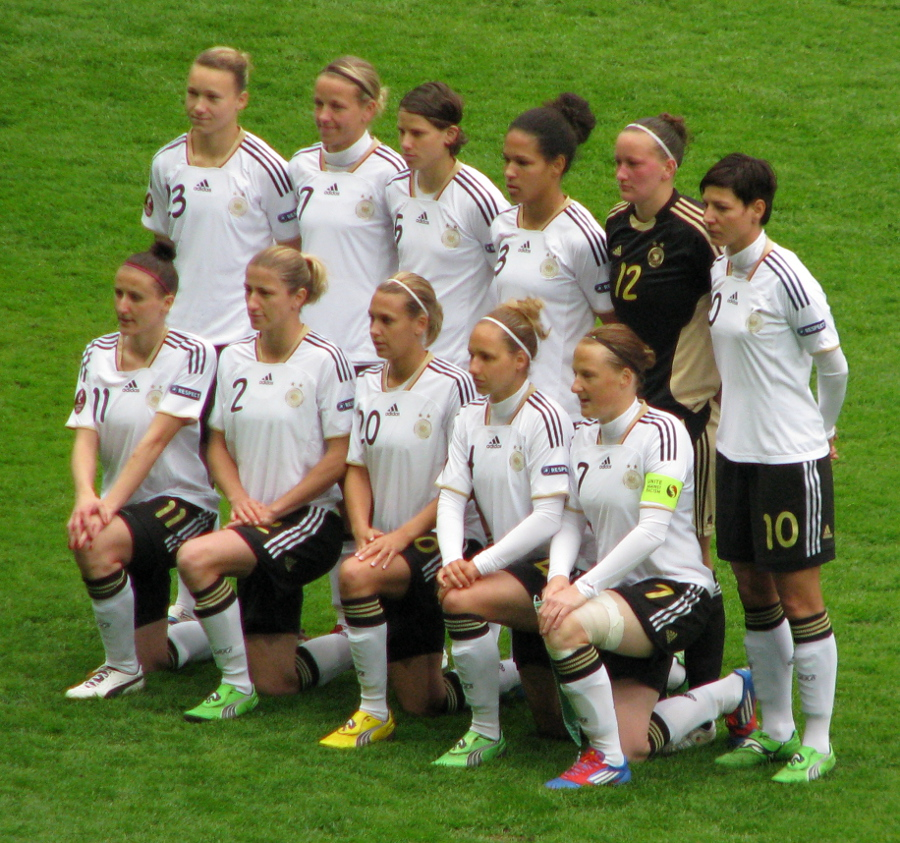
Naționala feminină a Germaniei în 2012
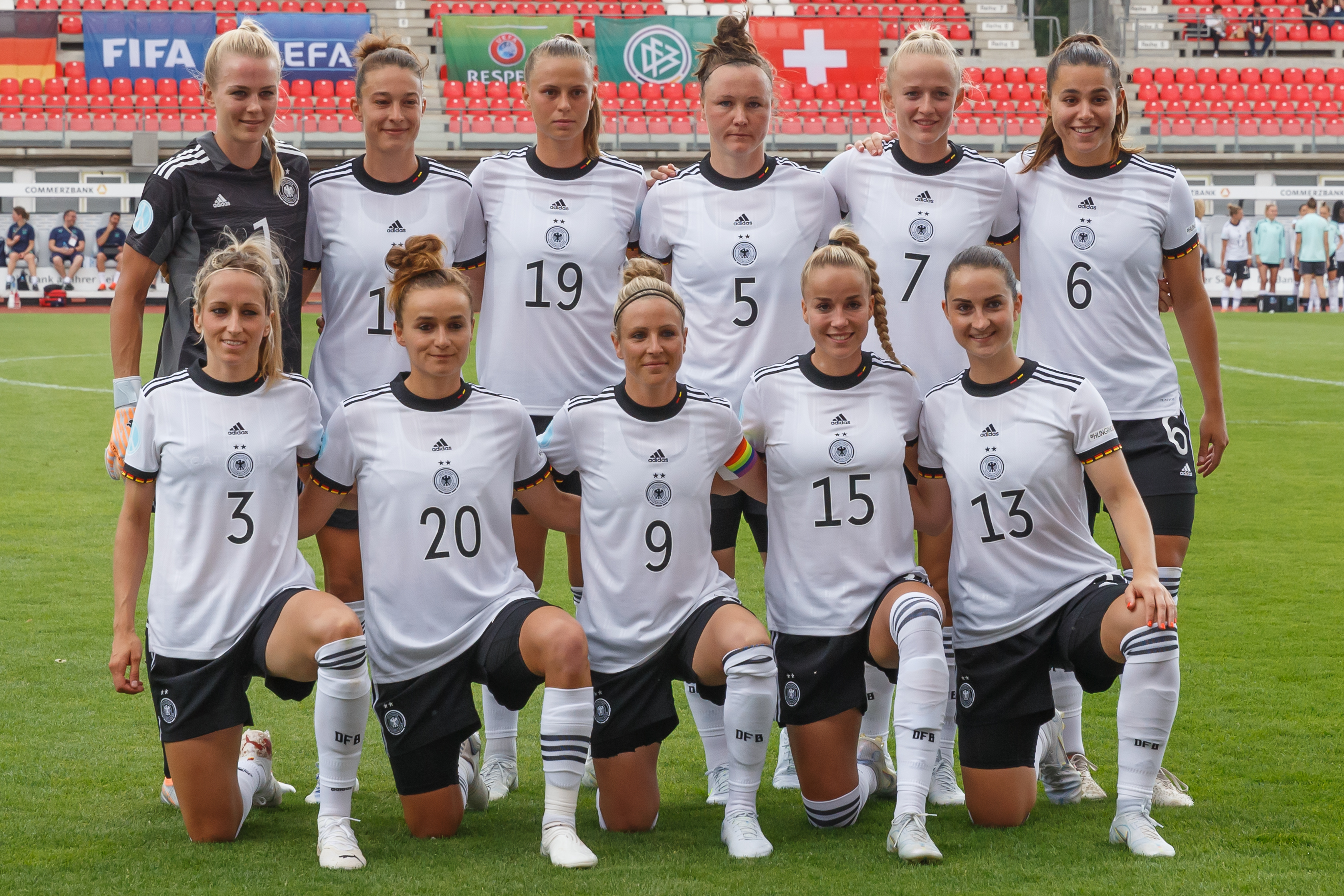
Echipa Germaniei în 2022

## Lotul actual
Actualizat pentru Campionatul European din 2022.
Meciuri și goluri actualizate la 24 iunie 2022.
| Nr. | Poz. | Jucător                  | Data nașterii (vârsta)        | Selecții | Goluri | Club                |
| --- | ---- | ------------------------ | ----------------------------- | -------- | ------ | ------------------- |
| 1   | P    | Merle Frohms             | 28 ianuarie 1995 (30 de ani)  | 27       | 0      | Eintracht Frankfurt |
| 2   | F    | Sophia Kleinherne        | 12 aprilie 2000 (24 de ani)   | 16       | 0      | Eintracht Frankfurt |
| 3   | F    | Kathrin Hendrich         | 6 aprilie 1992 (32 de ani)    | 46       | 5      | VfL Wolfsburg       |
| 4   | M    | Lena Lattwein            | 2 mai 2000 (24 de ani)        | 17       | 0      | VfL Wolfsburg       |
| 5   | F    | Marina Hegering          | 17 aprilie 1990 (34 de ani)   | 20       | 3      | Bayern München      |
| 6   | M    | Lena Oberdorf            | 19 decembrie 2001 (23 de ani) | 27       | 3      | VfL Wolfsburg       |
| 7   | A    | Lea Schüller             | 12 noiembrie 1997 (27 de ani) | 39       | 25     | Bayern München      |
| 8   | M    | Sydney Lohmann           | 19 iunie 2000 (24 de ani)     | 12       | 2      | Bayern München      |
| 9   | M    | Svenja Huth              | 25 ianuarie 1991 (34 de ani)  | 66       | 13     | VfL Wolfsburg       |
| 10  | A    | Laura Freigang           | 1 februarie 1998 (27 de ani)  | 13       | 9      | Eintracht Frankfurt |
| 11  | A    | Alexandra Popp (căpitan) | 6 aprilie 1991 (33 de ani)    | 114      | 53     | VfL Wolfsburg       |
| 12  | P    | Almuth Schult            | 9 februarie 1991 (34 de ani)  | 64       | 0      | VfL Wolfsburg       |
| 13  | M    | Sara Däbritz             | 15 februarie 1995 (30 de ani) | 86       | 17     | Paris Saint-Germain |
| 14  | A    | Nicole Anyomi            | 10 februarie 2000 (25 de ani) | 8        | 0      | Eintracht Frankfurt |
| 15  | F    | Giulia Gwinn             | 2 iulie 1999 (25 de ani)      | 27       | 3      | Bayern München      |
| 16  | M    | Linda Dallmann           | 2 septembrie 1994 (30 de ani) | 45       | 12     | Bayern München      |
| 17  | F    | Felicitas Rauch          | 30 aprilie 1996 (28 de ani)   | 21       | 3      | VfL Wolfsburg       |
| 18  | A    | Tabea Waßmuth            | 26 august 1996 (28 de ani)    | 15       | 5      | VfL Wolfsburg       |
| 19  | A    | Klara Bühl               | 7 decembrie 2000 (24 de ani)  | 24       | 12     | Bayern München      |
| 20  | M    | Lina Magull              | 15 august 1994 (30 de ani)    | 60       | 19     | Bayern München      |
| 21  | P    | Ann-Katrin Berger        | 9 octombrie 1990 (34 de ani)  | 3        | 0      | FC Chelsea          |
| 22  | M    | Jule Brand               | 16 octombrie 2002 (22 de ani) | 16       | 5      | 1899 Hoffenheim     |
| 23  | F    | Sara Doorsoun            | 17 noiembrie 1991 (33 de ani) | 36       | 1      | Eintracht Frankfurt |

## Cele mai selecționate jucătoare

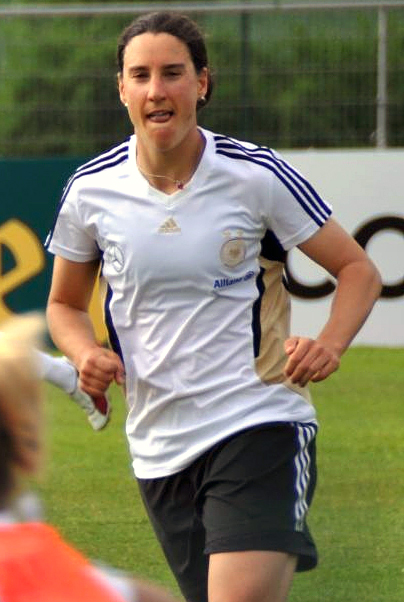
Birgit Prinz

| #  | Jucătoare         | Perioada  | Selecții | Goluri | Goluri per meci |
| -- | ----------------- | --------- | -------- | ------ | --------------- |
| 1  | Birgit Prinz      | 1994–2011 | 214      | 128    | 0,60            |
| 2  | Kerstin Stegemann | 1995–2009 | 191      | 8      | 0,04            |
| 3  | Ariane Hingst     | 1996–2011 | 174      | 10     | 0,06            |
| 4  | Anja Mittag       | 2004–2017 | 158      | 50     | 0,32            |
| 5  | Bettina Wiegmann  | 1989–2003 | 154      | 51     | 0,33            |
| 6  | Renate Lingor     | 1995–2008 | 149      | 35     | 0,23            |
| 7  | Sandra Minnert    | 1992–2007 | 147      | 16     | 0,11            |
| 8  | Nadine Angerer    | 1996–2015 | 146      | 0      | 0               |
| 9  | Doris Fitschen    | 1986–2001 | 144      | 16     | 0,11            |
| 10 | Sandra Smisek     | 1995–2008 | 133      | 34     | 0,26            |

## Topul marcatoarelor
| #  | Jucătoare          | Perioada  | Goluri | Selecții | Goluri per meci |
| -- | ------------------ | --------- | ------ | -------- | --------------- |
| 1  | Birgit Prinz       | 1994–2011 | 128    | 214      | 0,60            |
| 2  | Heidi Mohr         | 1986–1996 | 83     | 104      | 0,80            |
| 3  | Inka Grings        | 1996–2012 | 64     | 96       | 0,67            |
| 4  | Célia Šašić        | 2005–2015 | 63     | 111      | 0,57            |
| 5  | Alexandra Popp     | 2010–     | 53     | 114      | 0,46            |
| 6  | Bettina Wiegmann   | 1989–2003 | 51     | 154      | 0,33            |
| 7  | Anja Mittag        | 2005–2017 | 50     | 158      | 0,32            |
| 8  | Silvia Neid        | 1982–1996 | 48     | 111      | 0,43            |
| 9  | Kerstin Garefrekes | 2002–2011 | 43     | 130      | 0,33            |
| 10 | Martina Müller     | 2001–2012 | 37     | 101      | 0,37            |